# 铃木十二美
铃木十二美（日语：／ Suzuki Hifumi，1957年12月18日—），日本女子射箭运动员。她曾代表日本参加1984年、1992年、1996年和2000年夏季残疾人奥林匹克运动会射箭比赛，获得一枚金牌、二枚银牌和二枚铜牌。